# Acrobyla solituda
Acrobyla solituda is een vlinder van de familie van de uilen (Noctuidae). De wetenschappelijke naam van deze soort is voor het eerst voorgesteld als Synthymia solituda door Wilhelm Brandt in een publicatie uit 1938.

## Verspreiding
De soort komt voor in:
- het Palearctisch gebied  waaronder Egypte, Israël, Jordanië en Iran en
- het Afrotropisch gebied waaronder Saudi-Arabië.

## Ondersoorten
- Acrobyla solituda solituda (Brandt, 1938)
- Acrobyla solituda eutychina (Rebel, 1948) (Egypte, Israël, Jordanië, Iran)
  - = Metopoceras eutychina Rebel, 1948